# Konakören, Salıpazarı
Konakören là một xã thuộc huyện Salıpazarı, tỉnh Samsun, Thổ Nhĩ Kỳ. Dân số thời điểm năm 2010 là 679 người.